# Nannay
Nannay település Franciaországban, Nièvre megyében. Lakosainak száma 111 fő (2022. január 1.). Nannay Vielmanay, Arbourse, Chasnay, Châteauneuf-Val-de-Bargis és Narcy községekkel határos.

## Népesség
A település népességének változása:
| Lakosok száma | 104  | 118  | 121  | 117  | 116  | 114  | 113  | 110  | 111  |
|               | 2013 | 2015 | 2016 | 2017 | 2018 | 2019 | 2020 | 2021 | 2022 |